# Горшков Дмитро Дмитрович
Горшков Дмитро Дмитрович (29 квітня 1967) — російський ватерполіст.
Срібний призер Олімпійських Ігор 2000 року, бронзовий призер 1992, 2004 років, учасник 1996 року.
Переможець Кубка світу 2002 року.